# Cyphostemma oleraceum
Cyphostemma oleraceum là một loài thực vật hai lá mầm trong họ Nho. Loài này được (Bolus) J.J.M.van der Merwe miêu tả khoa học đầu tiên năm 1971.